# GMM Grammy
GMM Grammy Public Company Limited (Thai: จีเอ็มเอ็ม แกรมมี่ oder G"MM' Grammy) ist das größte Unterhaltungsunternehmen des Medienkonglomerats in Thailand. Es behauptet einen Anteil von 70 Prozent an der thailändischen Unterhaltungsindustrie. Zu den Grammy-Künstlern zählen Thongchai McIntyre, Silly Fools und Loso. Neben dem Musikgeschäft ist das Unternehmen in der Konzertproduktion, im Künstlermanagement, in der Film- und Fernsehproduktion und im Verlagswesen tätig. GMM Grammy hatte 2019 einen Jahresumsatz von rund 6,6 Milliarden Baht.

## Tochtergesellschaften und Abteilungen
- GDH 559
  - Nadao Bangkok
- GMM Z
- GMMTV
- GMM Bravo
- A-Time Media
- CHANGE2561
- Across The Universe (Joint Venture mit RS Group)[3]

## Fernsehsender
- GMM 25
- One 31

## Radiosender
- Chill FM Online
- EFM 94
- Green Wave 106.5 FM
- Hot 91.5 (im Jahr 2013 geschlossen)